# 2002 v dopravě
Tento článek obsahuje seznam událostí souvisejících s dopravou, které proběhly roku 2002.

## Leden
- 1. ledna 2002

 Slovenská unitární železniční firma Železnice Slovenskej republiky se rozdělila na provozovatele dráhy Železnice Slovenskej republiky a provozovatele osobní a nákladní železniční dopravy Železničná spoločnosť. Oba podniky zůstaly ve 100% vlastnictví státu.

## Duben
- 10. dubna 2002

  Na českých kolejích byl vytvořen nový rychlostní rekord dosažený na běžné síti: lokomotiva 1116.015 ÖBB se dvěma osobními vozy a jedním zkušebním vozem dosáhla v úseku Vranovice – Břeclav rychlosti 216 km/h.

## Květen
- 27. května 2002

 Slavnostně byl otevřen nový dvoukolejný železniční tunel u obce Vepřek v traťovém úseku Nelahozeves – Vraňany. Tunel leží na přeložce trati, která je součástí I. železničního koridoru.
- 28. května 2002

  Do Estonska připlula loď s prvními deseti lokomotivami typu C36-7i (ex Union Pacific), které estonský dopravce Eesti Raudtee zakoupil z druhé ruky v USA a označil je řadou 1500.

## Červenec
- 17. července 2002

  Z Plzně do americké Tacomy byly odeslány tři tramvaje typu Škoda 10T.

## Srpen
- 14. srpna 2002

 V Praze došlo poprvé v historii metra k dlouhodobému přerušení provozu kvůli povodni. Provoz byl obnovován postupně až do března 2003.

## Listopad
- 7. listopadu 2002

 Dopravce OKD, Doprava zahájil železniční dopravu hlušiny na stavbu dálnice D47.

## Prosinec
- 2. prosince 2002

 Byla dokončena stavba „Dálková kabelizace a úprava zabezpečovacího zařízení Horní Dvořiště – České Budějovice“. Celá trať je nyní zapojena do dálkově ovládaného zabezpečovacího zařízení s řídícím pracovištěm v Českých Budějovicích.
- 9. prosince 2002

 Jízdou slavnostního vlaku byl zahájen elektrický provoz na trati Čadca – Zwardoń.
- 23. prosince 2002

 V ostravské tramvajové síti byl do zkušebního provozu s cestujícími nasazen prototyp tramvaje Inekon 01 Trio.